# 橘家文三
橘家 文三（たちばなや ぶんぞう、1871年3月15日（1月25日） - 1944年12月20日）は、落語家。本名∶町井 定吉。改名の回数が多いことで有名。

## 来歴・人物
前身は深川の草履屋。
初め柳亭左伊龍の門で左朝から左福。
1895年ころに4代目橘家圓蔵の門で橘家仲蔵から明治30年代初めに橘家扇蔵となり、1899年11月に初代橘家小圓蔵となった。
1901年に柳派に鞍替えし2代目談洲楼（柳亭）燕枝の門で柳亭燕福、1902年3月柳亭燕橋、さらに1907年3月に師匠の前名4代目柳亭小燕枝を貰った。
しかししくじりがあり春風亭小柳枝と共に名跡を取り上げられ、やむなく1911年1月から一時入船米蔵を名乗る。しかし同年6月にまた圓蔵の門に戻り初代の橘家文蔵となる。
1915年5月に文三、1917年には演芸会社の所属になる。1920年5月に橘家圓治。1922年正月には合同派の連名には文三に複名し1924年7月には三遊睦会では三遊亭圓勝と改名。翌年1925年には圓勝が圓生と混合するためかまたまた文三に戻り睦会所属となった。
さらに晩年の昭和に入り柳家寿朗の名で柳家金語楼の身内で日本芸術協会（現：落語芸術協会）に所属している。結局は大成せずに圓蔵一門の番頭役で終わった。戻りの文三を入れると改名は16回を数える。